# モーリシャス社会主義運動
モーリシャス社会主義運動（モーリシャスしゃかいしゅぎうんどう、フランス語：Mouvement Socialiste Militant、英語：Militant Socialist Movement、MSM）は、モーリシャス共和国の政治政党。なお党名を字義通りに訳すと「社会主義闘争運動」となるが、日本の外務省は「モーリシャス社会主義運動」との訳語を当てている。また、過去に存在（2008年に解散）したモーリシャス闘争社会主義運動（MMSM）は別政党である。

## 概要
現党首は、プラビンド・ジュグノート（Pravind Jugnauth）。
1983年、モーリシャス闘争運動（MMM）に所属していたアヌルード・ジュグノート首相が新たに創設した政党である。同年から1992年の共和制移行を経た1995年まで与党の地位に在り、アヌルード・ジュグノートが一貫して首相を務めた。しかし、1995年の国民議会選挙では、ナヴィン・ラングーラム率いる労働党 (モーリシャス)（PTRまたはMLP）に敗北、MSMは下野した。
2000年の国民議会選挙では、MSMはMMMと連合を組むことで勝利し、アヌルード・ジュグノートが再び首相に就任した。2003年に、アヌルード・ジュグノートは連立相手であるMMM党首のポール・ベレンガー（Paul Bérenger）に首相の地位を、息子のプラビンドにMSM党首の地位をそれぞれ譲り、自らは大統領に就任した。
2005年7月3日の国民議会選挙には、MSMはMMMやモーリシャス社会民主党（PMSD）と連合を組んで臨む。しかし70議席中24議席しか獲得できず、42議席を獲得した労働党率いる社会主義同盟に敗北、下野した。しかし2010年5月5日の国民議会選挙では、MSMとPMSDは、一転して与党の労働党と連合、未来同盟を結成した。未来同盟は70議席中45議席を獲得してMMMなどのハート同盟を破り、MSMも与党として参加することになった。

## 注
1. ↑  外務省ホームページ